# Arrondissement Toulouse
Toulouse is een arrondissement van het Franse departement Haute-Garonne in de regio Occitanie. De onderprefectuur is Toulouse.

## Kantons
Het arrondissement was tot 2014 samengesteld uit de volgende kantons:
- Kanton Blagnac
- Kanton Cadours
- Kanton Caraman
- Kanton Castanet-Tolosan
- Kanton Fronton
- Kanton Grenade
- Kanton Lanta
- Kanton Léguevin
- Kanton Montastruc-la-Conseillère
- Kanton Montgiscard
- Kanton Nailloux
- Kanton Revel
- Toulouse 1e kanton
- Toulouse 2e kanton
- Toulouse 3e kanton
- Toulouse 4e kanton
- Toulouse 5e kanton
- Toulouse 6e kanton
- Toulouse 7e kanton
- Toulouse 8e kanton
- Toulouse 9e kanton
- Toulouse 10e kanton
- Toulouse 11e kanton
- Toulouse 12e kanton
- Toulouse 13e kanton
- Toulouse 14e kanton
- Toulouse 15e kanton
- Kanton Tournefeuille
- Kanton Verfeil
- Kanton Villefranche-de-Lauragais
- Kanton Villemur-sur-Tarn

Na de herindeling van de kantons door het decreet van 13 februari 2014 met uitwerking op 22 maart 2015, omvat het volgende kantons:
- Kanton Blagnac
- Kanton Castanet-Tolosan
- Kanton Castelginest
- Kanton Escalquens ( deel:34/35 )
- Kanton Léguevin
- Kanton Pechbonnieu
- Kanton Plaisance-du-Touch  ( deel:1/10 )
- Kanton Revel
- Kanton Toulouse-1
- Kanton Toulouse-2
- Kanton Toulouse-3
- Kanton Toulouse-4
- Kanton Toulouse-5
- Kanton Toulouse-6
- Kanton Toulouse-7
- Kanton Toulouse-8
- Kanton Toulouse-9
- Kanton Toulouse-10
- Kanton Toulouse-11
- Kanton Tournefeuille
- Kanton Villemur-sur-Tarn